# Parabrachionycha
Parabrachionycha là một chi bướm đêm thuộc họ Noctuidae.